# All My Best (album Mai Kuraki)
ALL MY BEST – druga kompilacja japońskiej piosenkarki Mai Kuraki, wydana 9 września 2009. Album został wydany w formatach: CD+DVD, CD, microSD, USB, MD, kaseta magnetofonowa, LP album. Osiągnął 1 pozycję w rankingu Oricon i pozostał na liście przez 2 tygodnie, sprzedał się w nakładzie 257 127 egzemplarzy. Album zdobył status platynowej płyty.

## Lista utworów

### DISC1
| Nr  | Tytuł                                                                | Słowa                      | Kompozycja                                    | Aranżacja                                     | Czas |
| --- | -------------------------------------------------------------------- | -------------------------- | --------------------------------------------- | --------------------------------------------- | ---- |
| 1.  | "Watashi no, shiranai, watashi." (jap. わたしの、しらない、わたし。) | Mai Kuraki                 | Yue Mochizuki                                 | Daisuke Ikeda, Shun Satō                      | 4:04 |
| 2.  | "Love, Day After Tomorrow"                                           | Mai Kuraki                 | Aika Ōno                                      | Cybersound                                    | 4:04 |
| 3.  | "Stay by my side"                                                    | Mai Kuraki                 | Aika Ōno                                      | Cybersound                                    | 4:27 |
| 4.  | "Secret of my heart"                                                 | Mai Kuraki                 | Michiya Haruhata                              | Cybersound                                    | 4:27 |
| 5.  | "NEVER GONNA GIVE YOU UP"                                            | Mai Kuraki, Michael Africk | Michael Africk, Miguel Sá Pessoa, Perry Geyer | Michael Africk, Miguel Sá Pessoa, Perry Geyer | 4:01 |
| 6.  | "Simply Wonderful ~Radio Edit~"                                      | Mai Kuraki                 | Aika Ōno                                      | Cybersound                                    | 3:54 |
| 7.  | "Reach for the sky"                                                  | Mai Kuraki                 | Aika Ōno                                      | Cybersound                                    | 4:49 |
| 8.  | "Start in my life"                                                   | Mai Kuraki                 | Aika Ōno                                      | Cybersound                                    | 5:09 |
| 9.  | "Tsumetai umi" (jap. 冷たい海)                                       | Mai Kuraki                 | Aika Ōno                                      | Cybersound                                    | 4:42 |
| 10. | "Double Rainbow"                                                     | Mai Kuraki                 | Yoko Black. Stone                             | Yoko Black. Stone                             | 4:43 |
| 11. | "Stand Up"                                                           | Mai Kuraki                 | Akihito Tokunaga                              | Akihito Tokunaga                              | 4:38 |
| 12. | "always"                                                             | Mai Kuraki                 | Aika Ōno                                      | Cybersound                                    | 4:08 |
| 13. | "PERFECT CRIME"                                                      | Mai Kuraki                 | Akihito Tokunaga                              | Akihito Tokunaga, Daisuke Ikeda               | 4:38 |
| 14. | "Can’t Forget Your Love"                                             | Mai Kuraki                 | Aika Ōno                                      | Cybersound, Akihito Tokunaga                  | 5:27 |
| 15. | "Winter Bells"                                                       | Mai Kuraki                 | Akihito Tokunaga                              | Akihito Tokunaga                              | 4:38 |
| 16. | "key to my heart"                                                    | Mai Kuraki                 | Aika Ōno                                      | Cybersound                                    | 3:33 |

### DISC2
| Nr  | Tytuł                                                                                        | Słowa             | Kompozycja                          | Aranżacja                                           | Czas |
| --- | -------------------------------------------------------------------------------------------- | ----------------- | ----------------------------------- | --------------------------------------------------- | ---- |
| 1.  | "Baby I Like"                                                                                | Yoko Black. Stone | Yoko Black. Stone                   | Cybersound                                          | 4:22 |
| 2.  | "PUZZLE"                                                                                     | Mai Kuraki        | Yue Mochizuki, Takahiro Hiraga      | Masazumi Ozawa                                      | 3:58 |
| 3.  | "Beautiful"                                                                                  | Mai Kuraki        | Song Yang Ha                        | Daisuke Ikeda                                       | 4:31 |
| 4.  | "touch Me!"                                                                                  | Mai Kuraki        | Yue Mochizuki                       | Takahiro Hiraga                                     | 5:09 |
| 5.  | "Ichibyōgoto ni Love for you" (jap. 一秒ごとに Love for you)                                 | Mai Kuraki        | Aika Ohno                           | Cybersound                                          | 3:57 |
| 6.  | "BE WITH Ü"                                                                                  | Mai Kuraki        | Akihito Tokunaga                    | Cybersound                                          | 4:56 |
| 7.  | "Silent love ~open my heart~"                                                                | Mai Kuraki        | Daisuke "Dais" Miyachi, Yuichi Ohno | Daisuke "Dais" Miyachi, Yuichi Ohno                 | 4:25 |
| 8.  | "Aitakute..." (jap. 会いたくて...)                                                           | Mai Kuraki        | Akihito Tokunaga                    | Akihito Tokunaga                                    | 4:32 |
| 9.  | "Shiroi yuki" (jap. 白い雪)                                                                  | Mai Kuraki        | Aika Ōno                            | Daisuke Ikeda                                       | 4:45 |
| 10. | "Best of Hero" (jap. ベスト オブ ヒーロー)                                                   | Mai Kuraki        | Akihito Tokunaga                    | Akihito Tokunaga                                    | 4:14 |
| 11. | "Growing of My Heart"                                                                        | Mai Kuraki        | Aika Ōno                            | Takeshi Hayama                                      | 4:22 |
| 12. | "Ashita e kakeru hashi" (jap. 明日へ架ける橋)                                                | Mai Kuraki        | Akihito Tokunaga                    | Daisuke Ikeda, Akihito Tokunaga                     | 3:59 |
| 13. | "Time After Time (Hana Mau Machi de)" (jap. Time after time〜花舞う街で〜) (theater version) | Mai Kuraki        | Aika Ōno                            | Daisuke Ikeda, Cybersound                           | 4:12 |
| 14. | "Kaze no La La La" (jap. 風のららら)                                                         | Mai Kuraki        | Michiya Haruhata                    | Cybersound                                          | 4:23 |
| 15. | "Like a star in the night"                                                                   | Mai Kuraki        | Aika Ōno                            | Akihito Tokunaga Strings arrangement: Daisuke Ikeda | 5:36 |
| 16. | "Feel fine!"                                                                                 | Mai Kuraki        | Akihito Tokunaga                    | Akihito Tokunaga                                    | 4:50 |

## Notowania
| Lista                       | Pozycja |
| --------------------------- | ------- |
| Oricon Weekly Albums Chart  | 1       |
| Oricon Monthly Albums Chart | 4       |
| Oricon Yearly Albums Chart  | 25      |
| Japan Billboard Top Albums  | 1       |
| Taiwan Combo Chart          | 5       |
| Taiwan International Chart  | 1       |
| Taiwan J-Pop Chart          | 1       |